# Trinity (personagem)

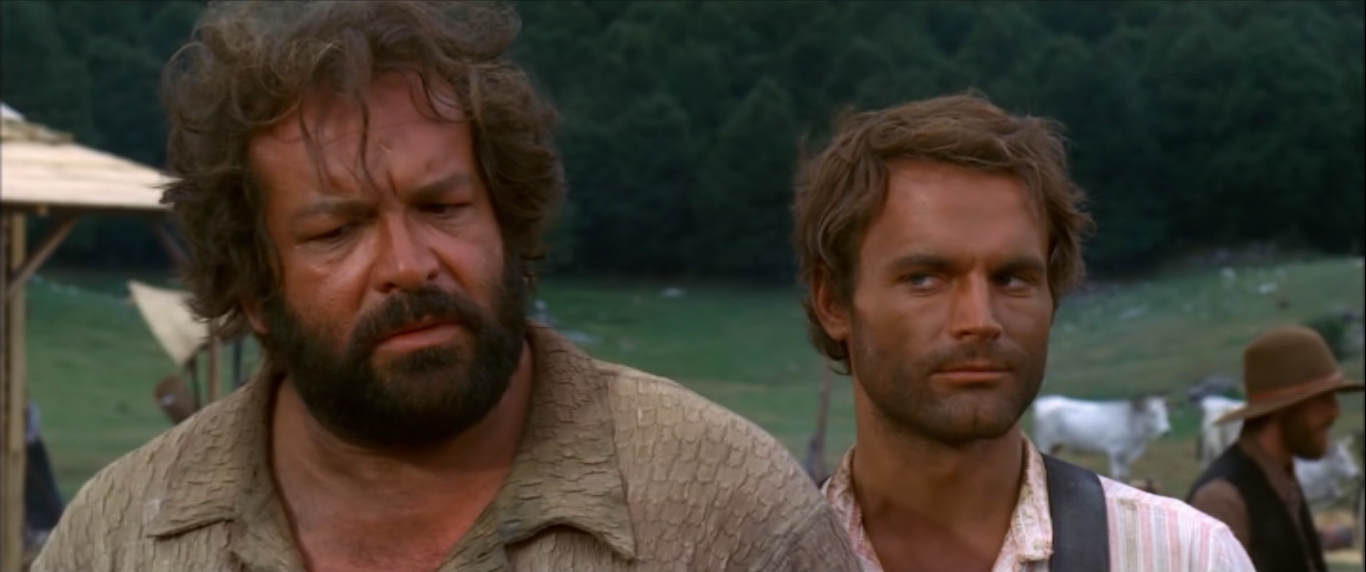
Bambino (Bud Spencer) e seu irmão Trinity (Terence Hill) no filme Lo chiamavano Trinità (1970).

Trinity (como é conhecido no Brasil) ou Trinitá (como é conhecido originalmente na Itália e em Portugal) é um personagem do Velho Oeste protagonista de filmes italianos do subgênero Western spaghetti.

## História
Surgiu em 1970, no filme They Call Me Trinity (original em italiano, Lo chiamavano Trinità). É também conhecido como My Name is Trinity (de onde veio seu nome mais conhecido no Brasil, Meu nome é Trinity). O ator que o interpreta é Terence Hill, um italiano loiro de olhos azuis. 
O apelido do personagem é "A mão direita do Diabo", em referência à fama de ser um dos pistoleiros mais rápidos do Oeste. Seu irmão é o corpulento Bambino, interpretado por Bud Spencer, conhecido como "a mão esquerda do Diabo", pelo mesmo motivo. Apesar de bons do gatilho, eles não dispensam uma boa luta de socos, nas quais, Bambino se mostra invencível.
Os irmãos vivem à margem da lei, mas possuem um código de honra que os leva a sempre ajudar os indefesos e a salvar as belas donzelas que encontram pelo caminho. Surgido em pleno auge da contra-cultura, Trinity se apresenta como um típico hippie vagabundo, vestindo roupas rasgadas e coberto de poeira do deserto dos pé à cabeça. Para as longas travessias pelo Oeste, ele usa uma "cama índia" (espécie de padiola), puxada pelo seu obediente cavalo.
Devido ao sucesso, foi feita uma sequência, Trinity ainda é meu nome, de 1971. No Brasil o personagem virou mania, sendo que quase todos os filmes da dupla Bud Spencer & Terence Hill foram lançados nos cinemas do país com Trinity incluído no título em português. E mesmo muitos dos Western spaghetti de baixa qualidade do início dos anos 70 tentaram capitalizar o sucesso do personagem inserindo-o no título original.
Em 1995, é lançado o filme Trinità & Bambino... e adesso tocca a noi com Heath Kizzier e Keith Neubert, interpretando filho dos personagens originais.

## Histórias em quadrinhos
Em 2017, a editora Shockdom lançou a graphic novel Trinitá e Bambino – Il bordello di New Orleans, a HQ serve de prequelas para os filmes. Anteriormente, a dubla Trinity e Bambino inspirou as séries Speranza e Carità e Alleluja.